# Andy Nelson (Tontechniker)
Andrew „Andy“ James Nelson (* 1953 in London) ist ein mehrfach ausgezeichneter US-amerikanischer Tontechniker, Toningenieur und Mischtonmeister (Sound Re-Recording Mixer).

## Leben und Wirken
Andy Nelson arbeitet seit 1983 als Tontechniker beim Film und Fernsehen, zuerst bei den Shepperton Studios in Großbritannien, später beim Film House Toronto mit Norman Jewison sowie David Cronenberg und dann ab 1989 bei Todd-AO.
Seit 2003 ist Andy Nelson der Senior Vice President für Sound Operations bei 20th Century Fox. Zuvor war er bei Fox seit 1997 Vice President für Re-Recording Services. Er gilt als aktuell einer der talentiersten Re-Recording Mixer, wobei er gleichzeitig auch weitere administrative Aufgaben bei Fox übernimmt. Meistens ist Nelson an der Postproduction von Filmen namhafter Regisseure, wie zum Beispiel Steven Spielberg, James Cameron, George Lucas und J. J. Abrams beteiligt.
Bereits seit 1993 arbeitet Andy Nelson im Team mit der Tontechnikerin Anna Behlmer zusammen, mit der er unter anderem an Braveheart, Greedy und L.A. Confidential beteiligt war. Dabei übernimmt er zumeist die Arbeit an den Dialogen und der Musik, während Behlmer für die Sound-Effekte zuständig ist.
Er wurde von Königin Elisabeth II. 2001 mit der Australian Centenary Medal für seine Verdienste in der australischen Filmproduktion und -gesellschaft ausgezeichnet.

## Filmografie als Tontechniker (Auswahl)
- 1982: Clive James Live in Las Vegas
- 1984: Bloodbath at the House of Death
- 1985: Operation Tanger
- 1987: Full Metal Jacket
- 1988: Die Unzertrennlichen (Dead Ringers)
- 1988: Gorillas im Nebel (Gorillas in the Mist: The Story of Dian Fossey)
- 1989: Zurück aus der Hölle (In Country)
- 1990: Fegefeuer der Eitelkeiten
- 1991: Das Geld anderer Leute (Other People's Money)
- 1991: Hook
- 1992: Der Schein-Heilige (Leap of Faith)
- 1993: Schindlers Liste (Schindler's List)
- 1994: Greedy – Erben will gelernt sein (Greedy)
- 1995: Braveheart
- 1996: Evita
- 1997: L.A. Confidential
- 1998: Deep Impact
- 1998: Der Soldat James Ryan (Saving Private Ryan)
- 2000: X-Men
- 2001: Moulin Rouge
- 2002: Cath me If You Can
- 2003: Seabiscuit – Mit dem Willen zum Erfolg (Seabiscuit)
- 2003: Last Samurai
- 2004: Shrek 2 – Der tollkühne Held kehrt zurück (Shrek 2)
- 2004: Das Phantom der Oper (The Phantom of the Opera)
- 2005: Madagascar
- 2006: Blood Diamond
- 2006: Mission: Impossible III
- 2007: Stirb langsam 4.0 (Live Free or Die Hard)
- 2008: Madagascar 2 (Madagascar: Escape 2 Africa)
- 2008: Kung Fu Panda
- 2008: Indiana Jones und das Königreich des Kristallschädels (Indiana Jones and the Kingdom of the Crystal Skull)
- 2009: Monsters vs. Aliens
- 2009: Star Trek
- 2009: Avatar – Aufbruch nach Pandora (Avatar)
- 2011: Die Abenteuer von Tim und Struppi – Das Geheimnis der Einhorn (The Adventures of Tintin)
- 2011: Der gestiefelte Kater (Puss in Boots)
- 2011: Gefährten (Warhorse)
- 2011: Mission: Impossible – Phantom Protokoll (Mission: Impossible – Ghost Protocol)
- 2012: Die Piraten! – Ein Haufen merkwürdiger Typen (The Pirates! In an Adventure with Scientists!)
- 2012: Snow White and the Huntsman
- 2012: Lincoln
- 2012: Die Hüter des Lichts (Rise of the Guardians)
- 2012: Les Misérables
- 2013: Star Trek Into Darkness
- 2013: Turbo – Kleine Schnecke, großer Traum (Turbo)
- 2013: Die Bücherdiebin (The Book Thief)
- 2014: Die Abenteuer von Mr. Peabody & Sherman (Mr. Peabody & Sherman)
- 2014: Das Schicksal ist ein mieser Verräter (The Fault in Our Stars)
- 2014: Planet der Affen: Revolution (Dawn of the Planet of the Apes)
- 2014: Der große Trip – Wild (Wild)
- 2014: Paddington
- 2014: Nachts im Museum: Das geheimnisvolle Grabmal (Night at the Museum: Secret of the Tomb)
- 2015: Spy – Susan Cooper Undercover (Spy)
- 2015: Kein Ort ohne dich (The Longest Ride)
- 2015: Margos Spuren (Paper Towns)
- 2015: Bridge of Spies – Der Unterhändler (Brdige of Spies)
- 2015: Star Wars: Das Erwachen der Macht (Star Wars: The Force Awakens)
- 2016: Kung Fu Panda 3
- 2016: BFG – Big Friendly Giant (The BFG)
- 2016: La La Land
- 2016: Jack Reacher: Kein Weg zurück (Jack Reacher: Never Go Back)
- 2016: Phantastische Tierwesen und wo sie zu finden sind (Fantastic Beasts and Where to Find Them)
- 2016: Hidden Figures – Unerkannte Heldinnen (Hidden Figures)
- 2017: Ghost in the Shell
- 2017: Planet der Affen: Survival (War for the Planet of the Apes)
- 2017: Zwischen zwei Leben – The Mountain Between Us (The Mountain Between Us)
- 2017: Die Verlegerin (The Post)
- 2018: Ready Player One
- 2018: The Darkest Minds – Die Überlebenden (The Darkest Minds)
- 2018: The Hate U Give
- 2018: Phantastische Tierwesen: Grindelwalds Verbrechen (Fantastic Beasts: The Crimes of Grindelwald)
- 2018: All Is True
- 2019: Alita: Battle Angel
- 2019: Stuber – 5 Sterne Undercover (Stuber)
- 2019: Jojo Rabbit
- 2019: Lucy in the Sky
- 2019: Terminator: Dark Fate
- 2019: Star Wars: Der Aufstieg Skywalkers (Star Wars: The Rise of Skywalker)
- 2021: A Week Away
- 2021: West Side Story
- 2022: The Batman
- 2022: Phantastische Tierwesen: Dumbledores Geheimnisse (Fantastic Beasts: The Secrets of Dumbledore)
- 2022: Elvis
- 2022: Die Fabelmans (The Fabelmans)
- 2022: Babylon – Rausch der Ekstase (Babylon)
- 2022: Whitney Houston: I Wanna Dance with Somebody
- 2023: Air: Der große Wurf (Air)
- 2023: A Haunting in Venice
- 2023: Ferrari
- 2024: Wicked

## Auszeichnungen

### Oscars (Academy Awards)
- 1989: nominiert für Gorillas im Nebel
- 1994: nominiert für Schindlers Liste
- 1996: nominiert für Braveheart
- 1997: nominiert für Evita
- 1998: nominiert für L.A. Confidential
- 1999: gewonnen für Der Soldat James Ryan und nominiert für The Thin Red Line
- 2000: nominiert für Insider
- 2002: nominiert für Moulin Rouge
- 2004: nominiert für Seabiscuit – Mit dem Willen zum Erfolg und für Last Samurai
- 2006: nominiert für Krieg der Welten
- 2007: nominiert für Blood Diamond
- 2010: nominiert für Avatar – Aufbruch nach Pandora und für Star Trek
- 2012: nominiert für Gefährten
- 2013: gewonnen für Les Misérables
- 2013: nominiert für Lincoln
- 2016: nominiert für Bridge of Spies – Der Unterhändler und Star Wars: Das Erwachen der Macht
- 2017: nominiert für La La Land
- 2022: nominiert für West Side Story
- 2023: nominiert für The Batman und Elvis
- 2025: nominiert für Wicked

### AFI Award (Australian Film Institute)
- 2001: gewonnen für Moulin Rouge

### BAFTA Awards
- 1985: nominiert für eine Folge von The South Bank Show
- 1988: nominiert für Full Metal Jacket
- 1992: nominiert für Die Commitments
- 1994: nominiert für Schindlers Liste
- 1996: gewonnen für Braveheart
- 1997: nominiert für Evita
- 1998: gewonnen für L.A. Confidential
- 1999: gewonnen für Der Soldat James Ryan
- 2002:gewonnen für Moulin Rouge und nominiert für Shrek – Der tollkühne Held
- 2010: nominiert für Avatar – Aufbruch nach Pandora und für Star Trek
- 2012: nominiert für Gefährten
- 2013:gewonnen für Les Misérables
- 2016: nominiert für Bridge of Spies – Der Unterhändler und für Star Wars: Das Erwachen der Macht
- 2017: nominiert für La La Land und nominiert für Phantastische Tierwesen und wo sie zu finden sind
- 2020: nominiert für Star Wars: Der Aufstieg Skywalkers
- 2022: nominiert für West Side Story
- 2023: nominiert für Elvis
- 2025: nominiert für Wicked

### CAS Award der Cinema Audio Society
- 1994: nominiert für Schindlers Liste
- 1996: nominiert für Braveheart
- 1998: nominiert für L.A. Confidential
- 1999: nominiert für Akte X – Der Film und gewonnen für Der Soldat James Ryan
- 2002: nominiert für Moulin Rouge und nominiert für Shrek – Der tollkühne Held
- 2003: nominiert für Catch Me If You Can – Mein Leben auf der Flucht
- 2004: nominiert für Last Samurai und nominiert für Seabiscuit – Mit dem Willen zum Erfolg
- 2006: nominiert für Krieg der Welten
- 2007: nominiert für Blood Diamond
- 2010: nominiert für Avatar – Aufbruch nach Pandora und nominiert für Star Trek
- 2012: nominiert für Super 8
- 2013: nominiert für Lincoln und gewonnen für Les Misérables
- 2016: nominiert für Bridge of Spies – Der Unterhändler und Star Wars: Das Erwachen der Macht
- 2017: nominiert für La La Land
- 2022: nominiert für West Side Story
- 2023: nominiert für The Batman und Elvis
- 2025: nominiert für Wicked

### Satellite Awards
- 2004: nominiert für Seabiscuit – Mit dem Willen zum Erfolg
- 2005: nominiert für Das Phantom der Oper und gewonnen für Star Wars: Episode III – Die Rache der Sith
- 2008: nominiert für Australia
- 2011: nominiert für Gefährten und Super 8
- 2012: gewonnen für Les Misérables und nominiert für Snow White and the Huntsman
- 2017: nominiert für La La Land und Planet der Affen: Survival
- 2022: nominiert für West Side Story
- 2023: nominiert für Babylon – Rausch der Ekstase und Elvis
- 2024: nominiert für Ferrari
- 2025: nominiert für Wicked

### Genie Awards
- 1989: gewonnen für Die Unzertrennlichen

### IF Awards
- 2001: nominiert für Moulin Rouge
- 2009: nominiert für Australia